# Tangara du Brésil
Ramphocelus bresilius
Pour les articles homonymes, voir Tangara du Brésil (homonymie).
Espèce
Statut de conservation UICN

 LC  : Préoccupation mineure
Le Tangara du Brésil (Ramphocelus bresilius), aussi appelé Tangara scarlate, est une espèce d'oiseaux de la famille des Thraupidae.

## Sous-espèces
D'après la classification de référence (version 5.2, 2015) du Congrès ornithologique international, cette espèce est constituée des deux sous-espèces suivantes :
- Ramphocelus bresilius bresilius (Linnaeus, 1766) ;
- Ramphocelus bresilius dorsalis P. L. Sclater, 1855.